# Robbie Williams (TV-serie)
Robbie Williams är en brittisk dokumentärserie från 2023 som hade svensk premiär på strömningstjänsten Netflix den 8 november 2023. Första säsongen består av 4 avsnitt. Serien är regisserad av Joe Pearlman och producerad av Lottie Allen och Dominic Crossley-Holland.

## Handling
Serien kretsar kring sångaren och artisten Robbie Williams, och följer honom genom topparna och dalarna i hans lång musikkarriär.

## Medverkande
- Robbie Williams